# Verreries de Dunkerque
Les verreries de Dunkerque se situent sur la rive  du Canal de Bergues en Basse-Ville de Dunkerque dans le département du Nord dont la première est fondée en 1750 par  Marc-Antoine Morel du Hillaume ,

## Un peu d'histoire

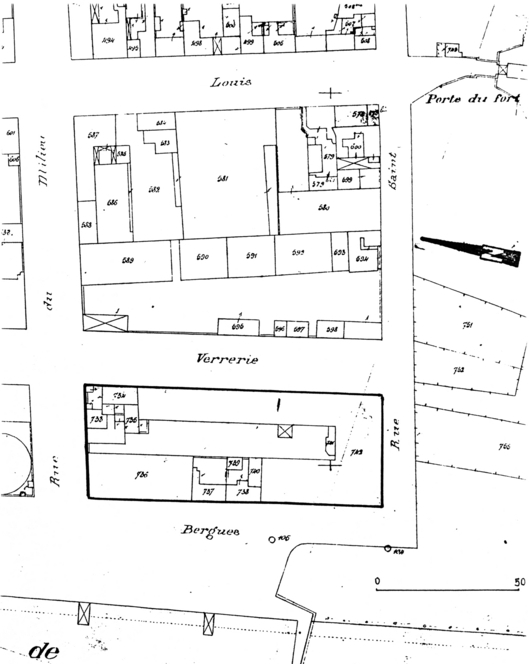
Dunkerque plan cadastral de verrerie en 1888

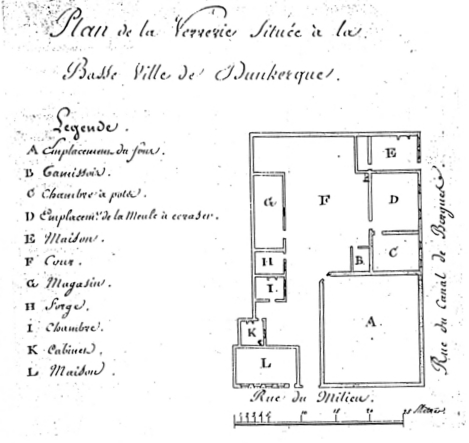
Dunkerque, plan de verrerie

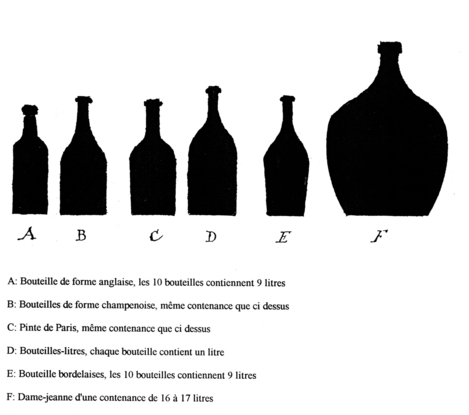
Dunkerque verrerie forme et contenances des bouteilles en 1809

En 1732 Marc-Antoine Morel du Hillaume, ancien officier, demande l'autorisation d'établir une verrerie à Dunkerque à l'Intendant de Flandre. Marc-Antoine Morel déclarait avoir trouvé le secret d'utiliser le charbon de terre au lieu du charbon de bois utilisé jusqu'alors.
Le port de Dunkerque était en franchise depuis novembre 1662 pour en faire un grand port de commerce et former un marché commun des nations d'Europe. Cette franchise concerne le port et la haute-ville ce qui crée un problème pour l'installation de nouvelles industries qui doivent s'établir en basse-ville pour éviter le développement de fraudes. La suppression de la franchise sera proposée par décret en l'an III,
« L'Intendant en référa à la Chambre de Commerce, qui donna un avis favorable, à la demande de Morel du Hillaume, sous condition que la verrerie soit installée en basse-ville qui ne jouissait pas de la franchise, ceci afin d'éviter les fraudes, car des verres de provenance étrangère entrés en franchise au port auraient pu être mêlés avec ceux de la verrerie, si elle avait été installée en ville. Un arrêt du 23 novembre 1732 autorisa la création de cette verrerie en basse-ville avec privilège : Aucune autre ne pouvait s'installer à 10 lieues à la ronde, pendant 30 ans, les ouvriers étaient exempts du guet, de la milice, etc. et il pouvait faire venir du charbon de terre, « de quelque lieu qu'il jugerait à propos » ».
La verrerie fut vendue en 1735 à Pierre-Joseph de Claverie ou Pierre-Joseph de Claverge qui subroge par arrêté du 30 juin Morel du Hillaume dans l'exploitation de la verrerie. Pierre-Joseph de Claverie intéressa bien tôt à son industrie M. Villette et M. de St-Valéry. La guerre de Succession d'Autriche obligea à d'éteindre les fourneaux.
En 1749, Arnoult Joseph de Colnet de Gouhy (1713-), demanda l'autorisation et obtiendra un arrêt du Conseil d’État l'autorisant à créer une verrerie à Dunkerque, juste à côté de celle de Morel. Villette et de St-Valéry firent valoir que leur industrie n'avait été que momentanément interrompue afin de pas perdre leurs privilèges.
Un nouvel arrêt du Conseil d’État de 1750 autorisa simultanément de Colnet d'une part, Villette et de St-Valéry d'autre part, à faire marcher leurs verreries en Basse-Ville à Dunkerque. Ainsi fut l'origine de la « Verrerie Royale de 1750 », située entre la rue du Milieu et la rue dite de la Verrerie.
« Ces industriels tenaient à s'établir à Dunkerque car ils pouvaient y faire venir à très bon compte du charbon anglais mais  partir de 1750, cette importation fut prohibée : Or le charbon anglais ne coûtait que 12 sous alors que celui de France coûtait 3 livres la razière. C'était la ruine de leur industrie. Les démarches successives qu'ils entreprirent pour lever cette interdiction furent vaines. Villette et de St-Valéry éteignirent leurs fours. De Colnet tint jusqu'en 1756, il céda son usine à Winoc de Clercq échevin, qui ferma ses portes en 1765. Un arrêt du Conseil de 1771 autorisa Pierre Tugghe à reprendre l'établissement. Il ne fonctionna cependant; qu'en 1784 sous la direction de Joseph Chartier ».

« La Construction de la verrerie Meurillon est autorisée le 24 frimaire de l'an XI (15 décembre 1802). La guerre maritime opposant la France à l'Angleterre empêche l'écoulement de la production vers Bordeaux et les îles françaises d'Amérique amenant celles-ci à cesser toute activité en 1806. Mise en vente des 2 verreries en 1834 et leurs rachats le 26 octobre 1852 par Alphonse Ravinet sous condition de ne plus fabriquer de verre. Sur le même parcellaire apparaissent au cadastre de 1888 la malterie et magasins Becuwe Ravinet. ».
La Huilerie Marchand sera construite en 1854 par les Frères Marchand Rue de la verrerie à l'emplacement d'une des verreries, le quai du Canal de Bergues permet l'accostage des péniches venues charger les fûts d'huiles produits,
En 1920 la brasserie Malterie devient la brasserie Duflos & Lecouffe puis le site sera utilisé par les Aubaines de La Redoute qui sera démoli pour construire la cité judiciaire

## Production en 1789
« Joseph Chartier employa 40 ouvriers dont six souffleurs qui touchaient 6 livres par jour, salaire très élevé pour l'époque. Le Préfet du Nord Dieudonné dans sa statistique du département qui compare l'état économique du Nord en 1789 et en l'an 9 nous donne de précieux renseignements sur la production de l'usine : 20.000 dames-jeannes et 274.000 bouteilles en 1789. 360.000 bouteilles en l'an 9. Les recettes s'élevant à 83.840 livres en 1789, les dépenses à 67.887 livres : il restait donc un bénéfice de 15.953 livres. En l'an 9, le bénéfice réalisé n'était plus que de 5,640 francs et l'on conçoit qu'à ce taux l'industrie ait périclité »
Cependant en l'an X, le sieur Meurillon, sollicitait l'autorisation d'établir une nouvelle verrerie à Dunkerque.

## Matières premières en 1816
Les documents de 1816 nous renseignent sur l'origine des composants entrant dans la composition du verre tels le charbon de terre d'Aniche et d'Anzin, le sel de Marennes, le sable de Dunkerque, la cendre de bois. Des illustrations comprenant des coupes et élévations nous renseignent sur le type de four utilisé